# CS Otopeni
CS Otopeni a fost o echipă de fotbal din orașul Otopeni, județul Ilfov, România. Înființat în 2001, clubul a evoluat după 2008 în Liga a II-a, având și un sezon în Liga I. După retrogradare, a mai rezistat doar câțiva ani în Liga a II-a, și s-a desființat în 2013 din cauza datoriilor.

## Istoric

### Primii pași
Totul a început în anul 2001 când, la inițiativa unor împătimiți iubitori ai fotbalului, a luat ființă Fotbal Club C.S. Otopeni. În același timp, alături de prima garnitură, s-au format și două grupe de juniori republicani A și B, născuți în anii 1984-1985, respectiv 1986-1987. În primul an de existență, echipa de seniori a evoluat în divizia "D" și a reușit să se claseze pe poziția a treia în clasament, ratând de puțin promovarea în al treilea eșalon fotbalistic al țării.

### Debut în divizia „C”
Nevoia de performanță l-a determinat pe primarul orașului Otopeni, Gheorghe Constantin Silviu, să obțină participarea la un nivel superior, ceea ce s-a și întâmplat. Astfel, în ediția 2002-2003, prima echipă a orașului, pregătită în acel moment de antrenorul Adrian Dumitru, a luat startul în divizia „C”.
Lucrurile nu au mers așa cum se dorea, rezultatele și poziția din clasament înșelând așteptările, atât ale celor care au investit financiar și au pus suflet pentru echipă, cât și ale suporterilor care veneau într-un număr din ce în ce mai mare la stadion. Astfel, după etapa a X-a, conducerea clubului a luat decizia înlocuirii antrenorului Adrian Dumitru cu fostul internațional dinamovist Marian Pană. De pe penultima poziție a clasamentului, noul antrenor a reușit să redreseze situația, pauza competițională dovedindu-se și ea extrem de benefică. Prin aducerea unor jucători cu experiență, precum Beraru (de la Astra Ploiești), Stoian (de la Rocar București), Cristescu (de la FCU Politehnica Timișoara), precum și a unui nucleu de șase fotbaliști de la Venus RGAB București, s-a reușit întărirea echipei. Acest lucru s-a dovedit a fi decisiv în îndeplinirea obiectivului de rămânere a echipei în divizia „C”, reușindu-se chiar obținerea a 32 de puncte la sfârșitul returului, fapt care a contribuit la ocuparea locului opt în clasament la finalul ediției de campionat.

### În căutarea afirmării
Ediția de campionat 2003-2004 a găsit o echipă solidă, cu experiența ediției precedente, mult mai motivată și cu o dorință arzătoare de a obține rezultate cât mai bune, care să-i permită clasarea pe un loc fruntaș și, de ce nu, accederea în al doilea eșalon fotbalistic al țării.
Echipa antrenată de Marian Pană s-a instalat încă de la începutul campionatului în fruntea clasamentului. Încurajați frenetic de inimoasa galerie Ultras, C.S. Otopeni a obținut victorie după victorie, reușind la finele campionatului să se claseze pe locul întâi, promovând în Liga a II-a.

Logo Vechi

Toamna anului 2003, a consemnat o performanță notabilă a fotbalului din orașul Otopeni, obținându-se cea mai mare realizare din scurta istorie a clubului: calificarea în "optimile de finală" ale Cupei României. După ce a reușit să elimine din competiție echipe mult mai valoroase (Sportul Studențesc București și Farul Constanța) a fost învinsă de campioana României-Dinamo București cu scorul de 5-1, echipa având o evoluție apreciată și aplaudată la scenă deschisă de spectatorii prezenți pe stadionul din Șoseaua Ștefan cel Mare.
În 2008, echipa de la marginea Bucureștiului a reușit cea mai mare performanță din istoria clubului, și anume promovarea în Liga I. Deoarece stadionul din Otopeni nu întrunește condițiile de licențiere pentru Liga 1, echipa a jucat în sezonul 2008-2009 pe stadionul Astra din Ploiești.

## Lot de jucători
La 15 august 2009
| Nr. |         | Poziție | Jucător             |
| --- | ------- | ------- | ------------------- |
| 20  | România | M       | Maricuta Adrian     |
| 2   | România | F       | Andrei Sava         |
| 3   | România | F       | Marius Ardeleanu    |
| 5   | România | F       | Laurențiu Ivan      |
| 6   | România | F       | Bogdan Panait       |
| 7   | România | M       | Andrei Dumitrescu   |
| 8   | România | M       | Florin Pîrvu        |
| 9   | Camerun | A       | Kalle Sone          |
| 10  | România | M       | Ionel Ceplan        |
| 11  | România | M       | Cristian Constantin |
| 12  | România | P       | Cristian Munteanu   |
| 13  | România | P       | Eugen Nae           |

| Nr. |         | Poziție | Jucător               |
| --- | ------- | ------- | --------------------- |
| 14  | România | M       | Silviu Constantin     |
| 16  | România | M       | Gabriel Caramarin     |
| 17  | România | F       | Marian Constantinescu |
| 18  | România | M       | Laurențiu Vențer      |
| 21  | România | F       | Bogdan Cotolan        |
| 23  | România | M       | Sorin Pană            |
| 24  | România | F       | Claudiu Dumitrescu    |
| 26  | România | M       | Gabriel Mărgărit      |
| 27  | România | A       | Octavian Drăghici     |
| 30  | România | F       | Marian Vătavu         |
| 55  | România | F       | Bogdan Onuț           |

## Suporteri
Pe măsura obținerii unor rezultate pozitive, treptat, echipa de fotbal C.S. Otopeni a început să fie tot mai apreciată și îndrăgită de iubitorii fotbalului din localitate, suporterii venind în număr din ce în ce mai mare la stadion. Meciurile disputate pe propriul stadion au scos la iveală, de fiecare dată, ambiții și resurse nebănuite, atât prin spectacolul fotbalistic din teren cât și prin ambianța incendiară creată în tribune de către suporteri. "Ultras" Otopeni este mereu la datorie, susținând cu ardoare echipa antrenată de Marian Pană, dovedind de fiecare dată că reprezintă al 12-lea jucător. În sezonul 2003-2004, echipa de fotbal C.S. Otopeni a reușit să elimine din Cupa României echipe mult mai titrate: divizionara "A" Farul Constanța și divizionarele "B" Electromagnetica și Sportul Studențesc București, calificându-se în optimi, unde a fost întrecută de campioana României-Dinamo București. De asemenea, în același sezon, C.S. Otopeni a promovat în al II-lea eșalon fotbalistic al României.